# Pektinlyas
Pektinlyas, även känd som pektolyas, är ett naturligt förekommande pektinas, ett enzym som ingår i gruppen pektinaser, enzymer som bryter ner pektin. Pektinlyas bryter ner glukosidbindningar i pektinkedjor icke-hydrolytiskt genom införsel av en dubbelbindning. Den tillverkas kommersiellt för livsmedelsindustrin från svampar och används för att bryta ner resterande fruktstärkelse, känd som pektin, i vin och cider. I växtcellsodling används det i kombination med enzymet cellulas för att generera protoplaster genom att bryta ned växtcellväggarna.
Pektinlyas katalyserar följande process:
Eliminativ klyvning av (1→4)-a-D-alakturonanmetylester för att ge oligosackarider med 4-deoxi-6-O-metyl-a, -D-galakt-4-enuronosylgrupper vid sina icke-reducerande ändar.
Enzymet tillhör familjen lyaser, speciellt de kol-syrelyaser som verkar på polysackarider.

## Nomenklatur
Det systematiska namnet på denna enzymklass är (1→4)-6-O-metyl-a-D-galakturonanlyas. Andra namn i vanligt bruk är:
- endo-pektin lyas,
- pektin metyltranseliminas,
- pektin trans-eliminas,
- pektolyas,
- PL,
- PMGL,
- PNL, och
- polymetylgalakturoniskt transeliminas.

## Stukturstudier
I slutet av 2007 har 3 strukturer upplösts för denna klass av enzymer, med PDB-accessionskoderna 1IDJ, 1IDK och 1QCX.

## Biologiska tillämpningar
Pektinlyaser är de enda kända pektinaserna som kan bryta ned starkt förestrade pektiner (som de som finns i frukt) till små molekyler via β-elimineringsmekanism utan att producera metanol (som är giftigt), i motsats till kombinationen av PG och PE, som vanligtvis finns i kommersiella produkter. Dessutom kan närvaron av oönskad enzymatisk aktivitet i kommersiella pektinaser vara skadlig för aromen eftersom de orsakar produktion av obehaglig flyktig bismak. Det finns många rapporter om klarning av fruktjuice med pektinlyaser.
Det alkaliska pektinaset är olämpligt för användning i livsmedelsindustrin på grund av det sura pH-värdet i fruktjuicer. De har dock en mycket stor efterfrågan inom textilindustrin. De används för rötning av växtfibrer som ramie, sunnhampa, jute, lin och hampa. Den första rapporten om rötning av sunnhampa (Crotalaria juncea) av pektinlyas producerad av Aspergillus flavus MTCC 7589 publicerades 2008, men denna aspekt av pektinlyaser behöver undersökas ytterligare.